# Джессі Леонард Грінстейн
Джессі Леонард Грінстейн (англ. Jesse Leonard Greenstein; 15 жовтня 1909 — 21 жовтня 2002) — американський астроном, член Національної АН США (1957).

## Біографічні відомості
Родився в Нью-Йорку. У 1929 році закінчив Гарвардський університет. Потім зайнявся підприємницькою діяльністю. У 1934—1937 роках продовжував вивчення астрономії в Гарварді. Упродовж 1937—1948 років працював в Єркській обсерваторії, в 1939—1948 роках — також в обсерваторії Мак-Доналд. З 1948 року — співробітник обсерваторій Маунт-Вілсон і Маунт-Паломар, з 1949 року — також професор Каліфорнійського технологічного інституту.

## Наукові здобутки
Наукові роботи відносяться до фізики зірок і міжзоряного середовища. У низці статей, опублікованих в 1930-і роки, розглянув деякі питання теорії взаємодії випромінювання і розрідженої речовини в міжзоряному просторі — міжзоряне поглинання і закон почервоніння світла зірок, світловий тиск у галактичних туманностях. У 1937 році зробив одну з перших спроб визначити переважні розміри пилових частинок у міжзоряному просторі шляхом порівняння теоретичних розрахунків із спостережуваною залежністю міжзоряного поглинання світла від довжини хвилі. За допомогою небулярного спектрографа займався разом з Л. Гіні (Louis G. Henyey) дослідженням дифузного випромінювання в Галактиці і деяких слабких туманностей. Спільно з Гіні сконструював світлосильну ширококутну камеру, з якою отримав серію фотографій Чумацького Шляху.
З 1939 року інтереси Грінстейна концентруються на зоряній спектроскопії, особливо на вивченні хімічного складу зоряних атмосфер. Визначив хімічний і ізотопний склад багатьох нормальних і пекулярних зірок. Ці роботи були частиною розробленою ним спільно з В. А. Фаулером великої програми вивчення процесів утворення і еволюції хімічних елементів у Всесвіті шляхом зіставлення хімічного складу зірок різного віку. Грінстейн виконав обширні спектроскопічні спостереження вироджених зірок. Розробив спектральну класифікацію білих карликів, визначив температури, радіуси і маси великого їх числа. У 1951 році спільно з Л.Спітцером (і незалежно від А. Я. Кіппера) вказав на важливу роль у формуванні оптичного континууму туманностей механізму двохфотонного випромінювання при переходах з другого рівня атома водню. Брав участь у перших роботах з оптичного ототожнення зіркоподібних радіоджерел (квазарів), з ототожнення їхніх спектрів і пояснення природи їхнього червоного зсуву. Запропонував механізм виникнення міжзоряної поляризації випромінювання зірок за рахунок переважної орієнтації порошинок під дією міжзоряного магнітного поля (механізм Дейвіса — Грінстейна).
Член Королівського товариства Бельгії в Льєжі. Медаль Кетрін Брюс Тихоокеанського астрономічного товариства (1971), Золота медаль Лондонського королівського астрономічного товариства (1975), медаль Льєжського університету (1975).
Астероїд 4612 Greenstein названо на його честь.